# プロメテウス計画 (NASA)

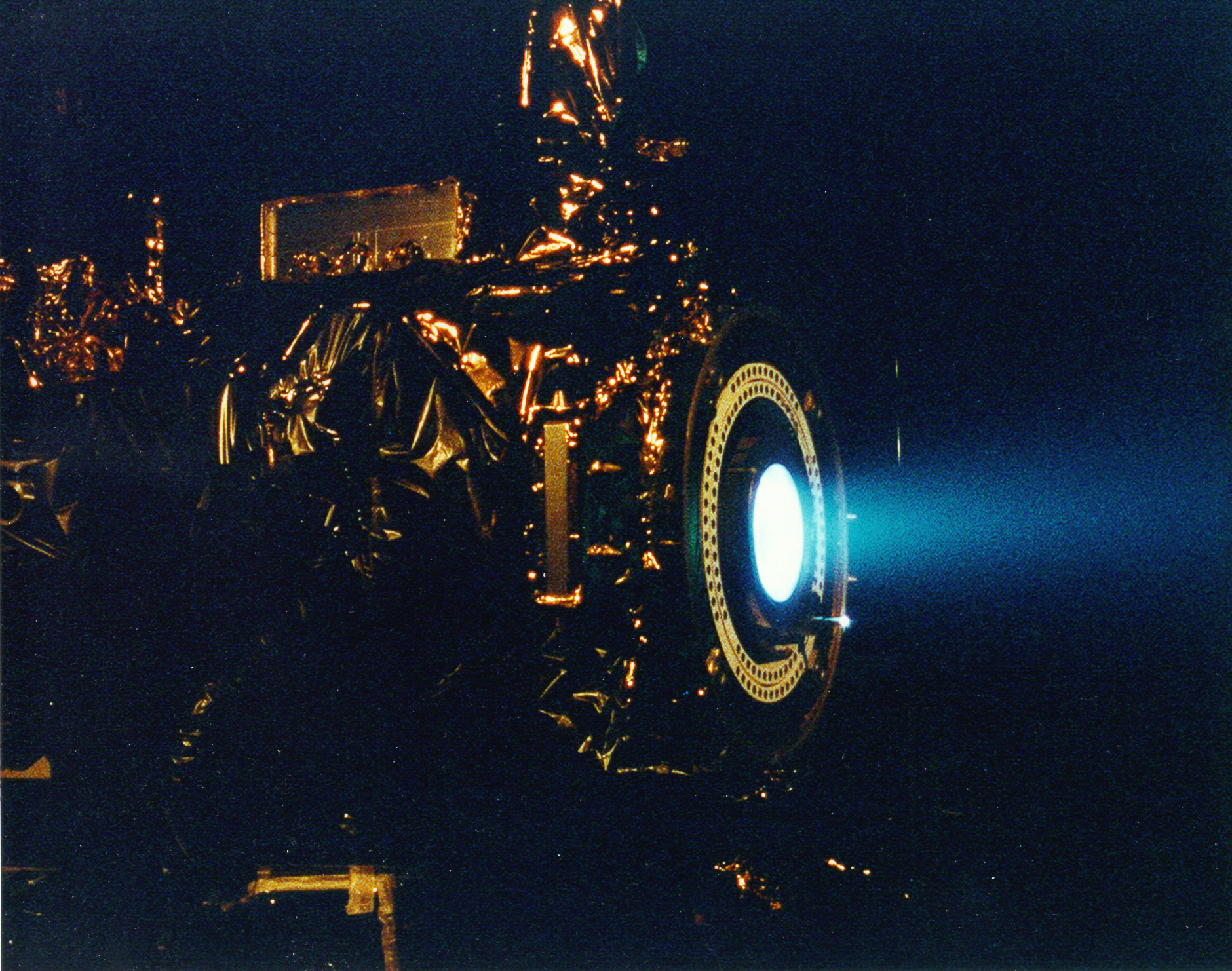
ディープ・スペース1号のイオンエンジン

プロメテウス計画は、2003年にアメリカ航空宇宙局によって始められた、長期間の宇宙航行ミッションに利用できる原子力発電システムを開発する計画である。1972年にNERVA計画が中止になって以来、NASAにとって初めての原子力推進への本格的な進出であった。しかし、この計画は2005年までで中止され、予算は2005年の430万ドルから、2006年には90万ドルの中止コストを含むわずか100万ドルに縮小された。

## 名前
元々の名前は"Nuclear Systems Initiative"といった。プロメテウス計画という名前は、ギリシア神話に登場するティーターンのうちで最も賢く、人類に火を与えたとされるプロメーテウスに由来する。NASAはプロメテウスという名前には、自然を理解するため、また太陽系の長期の探査を可能にするための新しい道具を確立する希望が込められていると語っている。

## 目的
太陽系の外惑星の探査については、太陽から遠くにあるために搭載機器やイオンエンジンを動かす太陽電池が働かず、極めて制限されていた。ボイジャー計画やガリレオのような以前の外惑星探査では、原子力電池が用いられていた。放射性同位体の自然崩壊による熱を利用したそれらとは異なり、プロメテウス計画では小さな原子炉を主な動力源として利用する計画である。
この利点には次のようなものがある。
- 熱電発電機と比べて多くの電力を生み出すことができ、ミッションの設計や運用が柔軟になる。
- 宇宙船の寿命が延びる。
- 推進力が向上する。

## ミッション

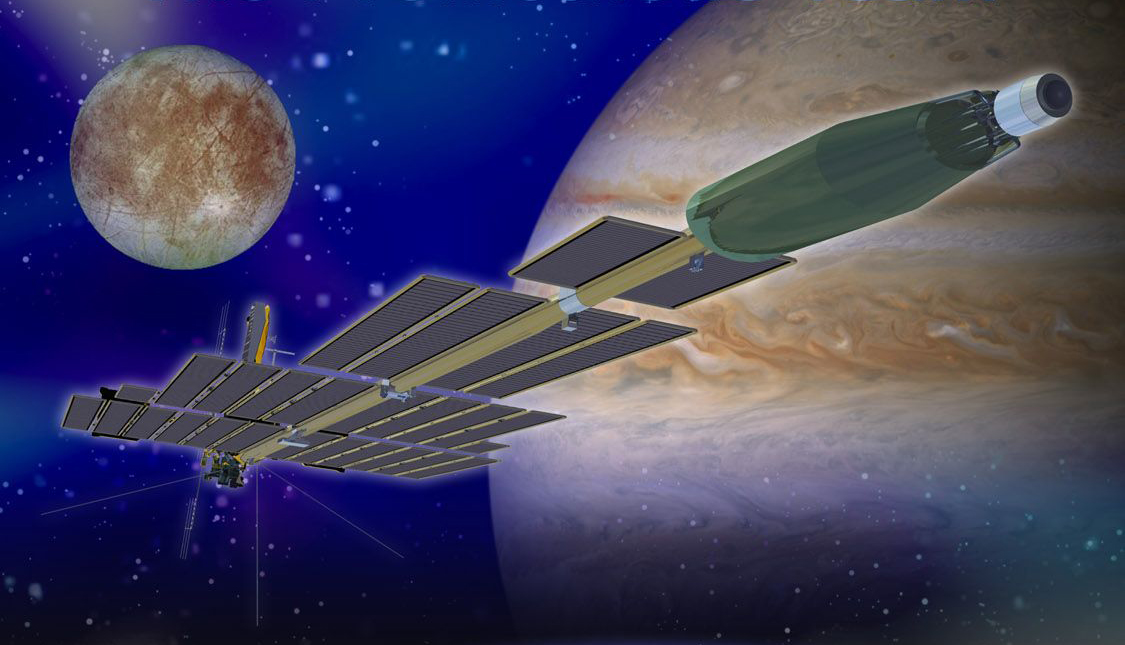
木星氷衛星周回機

プロメテウス計画では、以下のようなミッションが検討されていた。
- JIMO（木星氷衛星周回機）
- 木星の衛星エウロパ、ガニメデ、カリストの探査

## 協力
プロメテウス計画には、アメリカ合衆国エネルギー省やアメリカ海軍が協力していた。